# In Trance
Albums de Scorpions
Fly to the Rainbow
(1974) Virgin Killer
(1976)
Singles
In Trance est le troisième album studio du groupe de hard rock allemand, Scorpions. Il est sorti le 17 septembre 1975 sur le label RCA Records et est le premier album du groupe produit par Dieter Dierks.
Cet album contient plusieurs classiques du groupe, à savoir : "In Trance", "Robot Man" ou encore "Dark Lady". In Trance est considéré autant par les critiques que par les fans aussi bien le premier classique du groupe que le meilleur album du groupe avec le guitariste Ulrich Roth : en effet on y retrouve à son meilleur niveau le son hard rock mélodique assez avant gardiste des Scorpions, typique des années Ulrich Roth.
Un ouvrage intitulé In Trance - Anatomie venimeuse d'un culte et écrit par Xavié Lelièvre sortira en 2025 pour les 50 ans de l'album. Il détaille en huit chapitres la conception de l'album, son contenu, sa pochette... à l'aide d'interviews inédites d'Uli Jon Roth, Rudy Lenners et le produteur Dieter Dierks.

## Description
In Trance est le premier album des Scorpions réalisé avec le batteur belge Rudy Lenners ainsi que le fruit d'une longue collaboration entre le groupe et Dieter Dierks qui deviendra le producteur fétiche du groupe. L'album sera enregistré dans les studios de Dierks à Stommeln près de Cologne en Allemagne.
La pochette de l'album, œuvre du photographe allemand Michael Von Gimbut, qui montre une femme au sein nu tenant une guitare sous elle, est la première de la longue série de pochettes du groupe à avoir été censurée. Le guitariste Uli Roth avoua que l'idée venait de la maison de disque, mais que le groupe ne s'y était pas opposé. Il avoua aussi qu'il n'en était pas très fier et que cela était la situation la plus embarrassante dans laquelle il avait été mêlé. 
In Trance connaît un succès favorable en Allemagne, mais se fait connaître aussi dans d'autres pays, comme l'Angleterre, la France ou le Japon, notamment grâce au succès d'estime de la chanson-titre "In Trance", classique du groupe toujours joué en concert. Premier des classiques des Scorpions, In Trance définit le son du groupe des années 1970 et préfigure les albums suivants Virgin Killer et Taken by Force.

## Liste des pistes
| 1. | Dark Lady           | Ulrich Roth     | Roth            | 3:25 |
| 2. | In Trance           | Klaus Meine     | Rudolf Schenker | 4:42 |
| 3. | Life's Like a River | Corina Fortmann | Roth / Schenker | 3:50 |
| 4. | Top of the Bill     | Meine           | Schenker        | 3:22 |
| 5. | Living and Dying    | Meine           | Schenker        | 3:18 |

| 6.  | Robot Man        | Meine          | Schenker | 2:42 |
| 7.  | Evening Wind     | Roth           | Roth     | 5:02 |
| 8.  | Sun in my Hand   | Roth           | Roth     | 4:20 |
| 9.  | Longing for Fire | Roth           | Schenker | 2:42 |
| 10. | Night Lights     | (instrumental) | Roth     | 3:14 |

## Musiciens
Scorpions
- Klaus Meine - chant
- Rudolf Schenker - guitare
- Ulrich Roth - guitare, chant sur "Dark Lady" et "Sun in My Hand"
- Francis Buchholz - basse
- Rudy Lenners - batterie

Musicien additionnel
- Achim Kirschning : claviers